# Мухино (Медновское сельское поселение)
Мухино — деревня в Калининском районе Тверской области. Входит в состав Медновского сельского поселения.

## География
Находится в юго-восточной части Тверской области на расстоянии приблизительно 25 км на запад-северо-запад по прямой от города Тверь недалеко от правого берега реки Тверца.

## История
Была отмечена еще на карте 1840 года как поселение с 36 дворами. В 1859 году здесь (деревня Новоторжского уезда Тверской губернии) было учтено 38 дворов.

## Население
Численность населения: 293 человека (1859 год), 7 (русские 100 %) в 2002 году, 8 в 2010.